# Массовый выброс морских звёзд на берег
Массовый выброс морских звезд на берег — это явление единовременной гибели большого количества морских звезд, при котором они попадают на берег в шторм с волнами.
Подобные явления периодически случаются в разных местах ареала морских звезд, обитающих на мелководье, например Asterias rubens: на Сахалине, на летнем побережье Белого моря, на пляжах Южной Каролины, на западном побережье Северной Америки.

## Причины явления
Наиболее детально проанализирован случай массового выброса Asterias rubens в 1990 г. в Белом море(1,2). Есть четыре основных гипотезы, объясняющих это явление: отсутствие пищи, затруднение миграции звезд на глубину после охоты, отравление, невозможность питания и прикрепления морских звезд из-за неравномерного распределения поселений мидий(Наумов А. Д., 2011 г.).

Первая гипотеза утверждает, что гибель звезд произошла зимой от голода из-за деградации кормовой базы. Это утверждение появились в результате неправильного понимания документов, опубликованных на эту тему. Оно легко опровергается. Звезды питаются на разреженных поселениях мидий. Это означает фазу развития поселения моллюсков, а не утверждение о нехватке еды.
Согласно второй гипотезе (Буряков В. Ю. и другие, 1991) этот процесс тесно связан с циклами развития мидиевой банки. Дело в том, что морские звезды Asterias rubens хищники. Их основная пища — двустворчатые моллюски мидии Mytilus edulis.
Большинство Mytilus edulis развиваются синхронно, в том числе и отмирают. В этот момент мидии располагаются менее плотно, и становятся легкой добычей морских звезд. Звезды мигрируют на отмель, где расположены моллюски. Они прикрепляются к камням при помощи биссуса. В отмирающих банках моллюски расположены не плотно, что позволяет морским звездам обхватить раковину и открыть ее. После охоты звезды уходят обратно на глубину, так как на песке они не способны удержаться на течении или прибое. Затруднение или вовсе невозможность миграции на глубину после охоты могла стать причиной гибели хищников. То есть массовый выброс морских звезд может произойти после того, как они заселили мидиевую банку до схода льда, а после ледохода оказались подверженными волновому воздействию и прибою.
Согласно третьей гипотезе, выброс может происходить в результате отравления морских звёзд отходами. (Буряков В. Ю. и другие, 1991) Причиной выброса морских звезд в 1990 г. сначала признали именно отравление животных. Анализы подтвердили лишь наличие у рыб, выловленных в начале мая рядом с западным берегом, повышенную концентрацию серосодержащих органических соединений. Однако анализы других морских животных и воды эту концентрацию не подтвердили. К тому же выбросы продолжались три недели, что не сходится с данными о стойкости соединений. В этом случае только количество морских звезд было аномально высоким, количество остальных организмов было в пределах нормы для данной погоды. Еще один важный факт: Asterias rubens обитают до глубин, достигающих 10 метров, то есть они встречаются в слое полного ветрового перемешивания. Если причиной стало отравление, то живых звезд не осталось бы вовсе. Их трупы частично остались бы на дне, ввиду большой удаленности от берега, что является препятствием для выброса. Последующие исследования бентосных сообществ (Буряков В. Ю. и другие, 1991) показали прекрасное состояние даже самых чувствительных видов и наличие большого количества живых морских звезд.
Четвертая гипотеза, единственная объясняет, концентрацию в зоне прибоя Asterias rubens (Наумов А. Д., 2011 г.). Согласно ей, большая концентрация морских звезд объясняется наличием там деградирующего поселения мидий. Поскольку звезды перемещаются от поселения к поселению по песку, на котором не могут прикрепляться надежно, первый же шторм отнес их на берег. Неравномерное распределение поколений мидий обусловило их пребывание на мелководье в фазе расцвета. В этот момент звезды не могли ни питаться здесь, ни прикрепляться. Поэтому они и скапливались в зоне штормового прибоя.